# C13H8O3
化学式C13H8O3（摩尔质量：212.20 g/mol）可能指：
- 尿石素B（3-羟基菲内酯），CAS号：1139-83-9
- 异尿石素B（9-羟基菲内酯），CAS号：855255-55-9

|  | 这个同类索引页列出了具有相同分子式的化学物（即同分異構體）条目。 除非您是有意链接至本页，否则应将相应条目的内部链接指向正确的条目。 |